# Метод підрахунку запасів розчиненого газу
Метод підрахунку запасів розчиненого газу (рос. метод подсчета запасов растворенного газа; англ. estimation method of dissolved gas reserves, нім. Vorratsberechnungsmethode f des gelösten Gases) – метод підрахунку, при якому балансові і видобувні запаси розчиненого газу визначають як добуток відповідно балансових і видобувних запасів нафти на величину початкового газовмісту, встановлену за глибинними пробами при однофазному стані нафти.